# 사카모토 큐
사카모토 큐(일본어: 坂本 九, さかもと きゅう 사카모토 규[*], 1941년 12월 10일~1985년 8월 12일)는 일본의 가수이자, 배우, 인권 운동가이며, 본명은 오시마 히사시(일본어: 大島 九, おおしま ひさし)이다.

## 생애
가와사키시 가와사키구 출신이다. 1961년에 발매한 《우에오무이테아루코》(《上を向いて歩こう》, 일본어로는 '위를 보며 걷자'라는 뜻)가, 1963년에 미국에서 《스키야키》라는 제목으로 빌보드 핫 100에서 3주 연속 1위를 기록했으며, 아시아권에서 역대 싱글 부문 공동 1위를 기록중이다.
1985년 8월 12일에 오사카시에 지인의 선거 유세를 응원하러 가던 도중, 일본항공 123편 추락 사고로 사망했다.